# スライデル (ルイジアナ州)
スライデル（Slidell）は、アメリカ合衆国ルイジアナ州のセントタマニー郡にある都市。人口は2万8781人（2020年）で、郡内最大だが郡庁所在地ではない。ポンチャートレイン湖の北東岸に位置している。南岸にはニューオリンズがある。

## 概要
スライデルは1883年に鉄道建設に合わせて設立された。水運と鉄道の交通結節点となり、製造業が集積した。近年はニューオリンズの郊外都市として機能しており、人口は増加傾向にある。

## 交通
州間高速道路10号線と州間高速道路12号線のジャンクションがあり、道路交通の要衝である。
スライデル駅にはアムトラックの長距離列車クレセントが停車する。

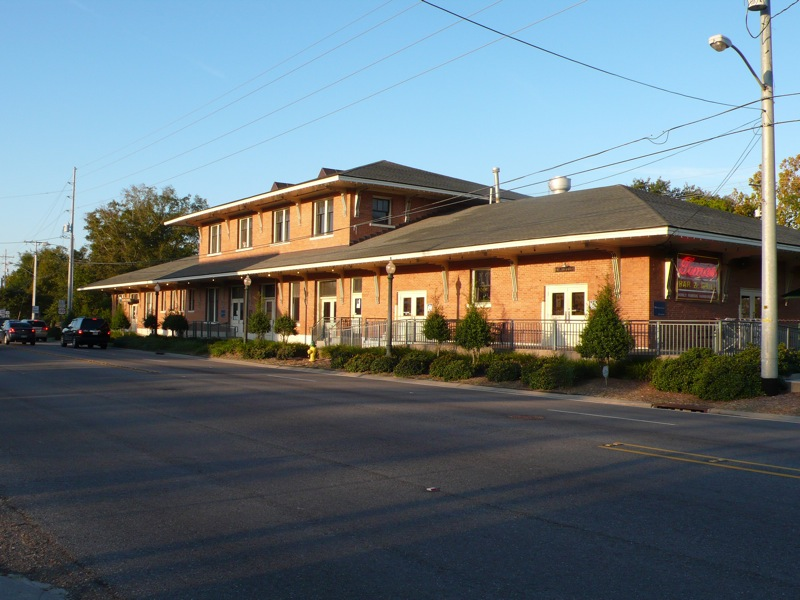
スライデル駅